# Coupe Falcou
La Coupe Falcou est une compétition française de rugby à XIII disputée sous forme de tournoi de type coupe de France entre les clubs de la quatrième division et cinquième sur le plan national du rugby à XIII (la Fédérale ou DN3 et DN4).
Cette compétition est organisée par la Fédération française de rugby à XIII
La Coupe Falcou rend hommage au dirigeant Albert Falcou (1911-1990).

## Histoire
La Coupe Falcou, baptisée ainsi depuis 1991, est l'héritière de la Coupe de France amateur (1937-1939), de la Coupe nationale (1945-1962) et de la Coupe de France fédérale (1977-1991). Elle est l'une des plus anciennes organisées par la FFR XIII.
L'édition 2020, d'abord suspendue courant mars, est finalement annulée par la Fédération française de rugby à XIII, le 15 avril 2020, en raison de la pandémie de maladie à coronavirus. Par conséquent, le titre n'est pas attribué et la saison est officiellement considérée comme "blanche", selon l'instance fédérale. 
En 2023-24 la Coupe Falcou n'aura pas lieu car tous les clubs de DN1,2,3 et 4 participeront seulement à la Coupe Paul Déjean 

## Palmarès
- 1937 : La Rochelle[2]
- 1938 : Arcachon
- 1939 : Saint-Gaudens
- 1945 : Orange
- 1946 : Orange
- 1947 : Figeac
- 1948 : Carpentras
- 1949 : Arachon
- 1950 : Lavardac
- 1951 : Lavardac
- 1952 : Lavardac
- 1953 : Lavardac
- 1954 : La Réole
- 1955 : Facture
- 1956 : Limoux
- 1957 : Facture
- 1958 : Facture
- 1959 : Miramont
- 1960 : Facture
- 1961 : Saint-Gaudens
- 1962 : Facture
- 1963-1976 : Pas de compétition
- 1977 : La Réole
- 1978 : Pas de compétition
- 1979 : EBT Montpellier
- 1980 : Clairac
- 1981 : Aspet
- 1982 : Saint-Laurent-de-la-Salanque
- 1983 : Apt
- 1984 : Palau
- 1985 : Pas de compétition
- 1986 : Lescure
- 1987 : Sainte-Livrade
- 1988 : La Réole
- 1989 : Le Pontet
- 1990 : Tonneins
- 1991 : Lescure
- 1992 : Cabestany
- 1993 : Cabestany
- 1994 : Sainte-Livrade
- 1995 : GIFI Bias[2]
- 1996 : Saint-Cyprien
- 1997 : Morières
- 1998 : Castelnau
- 1999 : Le Barcarès
- 2000 : Sainte-Livrade
- 2001 : Palau
- 2002 : Sainte-Livrade
- 2003 : GIFI Bias
- 2004 : Salses
- 2005 : Salses
- 2006 : Baroudeurs de Pia
- 2007 : Sauveterre de Comminges

| Année | Vainqueur                                                 | Score                                                     | Finaliste                                                 |
| ----- | --------------------------------------------------------- | --------------------------------------------------------- | --------------------------------------------------------- |
| 2008  | Baroudeurs de Pia                                         | 38-8                                                      | Trentels                                                  |
| 2009  | Le Barcarès                                               | 56-6                                                      | Béziers                                                   |
| 2010  | Gratentour                                                | 17-14                                                     | Villefranche d'Albi                                       |
| 2011  | US Ornaison                                               | 52-4                                                      | Trentels                                                  |
| 2012  | Ferrals                                                   | 40-24                                                     | Salon                                                     |
| 2013  | St Laurent de la Cabrerisse                               | 32-24                                                     | Villeneuve-Minervois                                      |
| 2014  | St Laurent de la Cabrerisse                               | 44-16                                                     | Bègles                                                    |
| 2015  | St Laurent de la Cabrerisse                               | 22-21                                                     | Aussillon                                                 |
| 2016  | Salses                                                    | 30-11                                                     | US Pujols                                                 |
| 2017  | St Laurent de la Cabrerisse                               | 48-18                                                     | Le Soler                                                  |
| 2018  | Ille XIII                                                 | 39-8                                                      | Lescure 2                                                 |
| 2019  | Gratentour                                                | 40-24                                                     | Cahors                                                    |
| 2020  | Épreuves annulées en raison de la pandémie de coronavirus | Épreuves annulées en raison de la pandémie de coronavirus | Épreuves annulées en raison de la pandémie de coronavirus |
| 2021  | Épreuves annulées en raison de la pandémie de coronavirus | Épreuves annulées en raison de la pandémie de coronavirus | Épreuves annulées en raison de la pandémie de coronavirus |
| 2022  | Épreuves annulées en raison de la pandémie de coronavirus | Épreuves annulées en raison de la pandémie de coronavirus | Épreuves annulées en raison de la pandémie de coronavirus |
| 2023  | Val XIII                                                  | 48-18                                                     | Toulouges                                                 |
| 2024  | Pas de compétition                                        | Pas de compétition                                        | Pas de compétition                                        |

## Tableau d'honneur

### Bilan des clubs
| Rang | Club                        | Nombre de titres | Dernier titre |
| ---- | --------------------------- | ---------------- | ------------- |
| 1    | Facture                     | 5                | 1962          |
| 2    | Lavardac                    | 4                | 1953          |
| -    | Sainte-Livrade              | 4                | 2002          |
|      | St Laurent de la Cabrerisse | 4                | 2017          |
| 5    | La Réole                    | 3                | 1988          |
| -    | Salses                      | 3                | 2016          |
| 7    | Arcachon                    | 2                | 1949          |
| -    | Baroudeurs de Pia           | 2                | 2008          |
| -    | Cabestany                   | 2                | 1993          |
| -    | GIFI Bias                   | 2                | 2003          |
| -    | Gratentour rugby XIII       | 2                | 2019          |
| -    | Le Barcarès                 | 2                | 2009          |
| -    | Lescure                     | 2                | 1991          |
| -    | Orange                      | 2                | 1946          |
| -    | Palau                       | 2                | 2001          |
| -    | Saint-Gaudens               | 2                | 1961          |
| 15   | Ferrals                     | 1                | 2012          |
| -    | US Ornaison                 | 1                | 2011          |
| -    | Apt                         | 1                | 1983          |
| -    | Aspet                       | 1                | 1981          |
| -    | Carpentras                  | 1                | 1948          |
| -    | Castelnau                   | 1                | 1998          |
| -    | Clairac                     | 1                | 1980          |
| -    | EBT Montpellier             | 1                | 1979          |
| -    | Figeac                      | 1                | 1947          |
| -    | La Rochelle                 | 1                | 1937          |
| -    | Le Pontet                   | 1                | 1989          |
| -    | Limoux                      | 1                | 1956          |
| -    | Miramont                    | 1                | 1959          |
| -    | Morières                    | 1                | 1997          |
| -    | Saint-Cyprien               | 1                | 1996          |
| -    | Saint-Laurent-de-la-Salle   | 1                | 1982          |
| -    | Sauveterre de Comminges     | 1                | 2007          |
| -    | Tonneins                    | 1                | 1990          |